# John Cassini
John Cassini (Toronto, 2 de septiembre) es un actor canadiense.

## Vida y carrera
Él es un ciudadano italiano. La razón por la que lo es, es porque sus padres son de nacionalidad italiana, que emigraron a Canadá. Le encantó ser actor desde que estaba en la octava clase. Por ello empezó a estudiar para ser actor, tanto teatral como para televisión y cine, en la Universidad Simon Fraser en Vancouver, a pesar de ser también un buen atleta decidiéndose así en favor de ser actor. Hizo su primera papel como niño ciego y tras una series de participaciones en televisión y en el cine consiguió captar la atención de Hollywood.
Allí John Cassini apareció en la película de 1995 de Brad Pitt Seven. También apareció en las miniserie 10,5 (2004) y 10.5: Apocalypse (2006) como ayudante del presidente y protagonizó en el 2005 la película Dinero Fresco. Otras apariciones incluyeron Halloween H20 (1998) y Paycheck (2003). Más tarde John Cassini volvió a Vancouver para protagonizar en la serie Robson Arms.
Desde entonces él se ha quedado en Vancouver, que se ha cataloguizado con el tiempo como el "Hollywood del Norte" y se ha convertido allí en uno de los actores más solicitados del lugar. Adicionalmente protagonizó a Ronnie Delmarco en la serie de CBC Inteligencia, que fue cancelada el 7 de marzo del 2008 y ha participado en las series poulares Continuum (2013-2014) y Blackstone (2013-2015). Finalmente él apareció como protagonista secundario en la serie de CW Flecha  y en la serie original de la red de EE. UU. Motivo en abril de 2016.
John Cassini también hizo varias participaciones como actor teatral en obras de teatro y cofundador de un teatro en Los Ángeles, donde participó en variasobras teatrales. Además apareció y está listado como productor de la película en Guido Superstar y en El Aumento de Guido, protagonizando, producido, y dirigido por Silvio Pollio, incluyendo, Nicholas Lea, Terry Chen, y Michael Eklund. La película apareció en el Festival de cine Internacional de Vancouver del 2010.
Estuvo casado con Monika Mitchell (2002-2011) y ha tenido 2 hijos con ella. Desde entonces se ha vuelto a casar en el 2015 con Jenn MacLean-Angus. Ese casamietno todavía perdura. Además tiene un hermano, Frank Cassini y por sus actuaciones como actor, John Cassini recibió 3 premios y nueve nominaciones, Como actor teatral él recibió una nominación a un premio y es un miembro de por vida de la asociación Actors Studio. Adicionalmente él ayudó a fundar un estudio para actores profesionales en el 2012 (Railtown Actors Studios).

## Filmografía (Selección)

### Películas
- 1991: La chica de Marte (The Girl from Mars)
- 1993: ¡Viven! (Alive!)
- 1993: El mejor amigo del hombre (Man's Best Friend)
- 1995: Seven (Se7en)
- 1998: Halloween H20 (Halloween H20: 20 Years Later)
- 2000: Chain of Fools
- 2003: Paycheck
- 2004: Catwoman
- 2011: Obsession (Película de televisión)
- 2013: Fatal Performance (Película de televisión)
- 2016: The Orchard
- 2019: Volition

### Series
- 1999–2005: Da Vinci´s Inquest (13 episodios)
- 2004–2004: 10,5 (Miniserie)
- 2005–2008: Robson Arms (31 episodios)
- 2005–2007: Intelligence (26 episodios)
- 2006–2006: 10,5 Apocalipsis (Miniserie)
- 2013–2014: Continuum (8 episodios)
- 2013–2015: Blackstone (8 episodios)